# Kalirejo (Kledung)
Kalirejo is een bestuurslaag in het regentschap Temanggung van de provincie Midden-Java, Indonesië. Kalirejo telt 835 inwoners (volkstelling 2010).